# Louplande
 Louplande  es una población y comuna francesa, situada en la región de Países del Loira, departamento de Sarthe, en el distrito de La Flèche y cantón de La Suze-sur-Sarthe.

## Demografía
| 676 | 704 | 769 | 914 | 1137 | 1193 |
| Para los censos de 1962 a 1999 la población legal corresponde a la población sin duplicidades (Fuente: INSEE [Consultar]) |     |     |     |      |      |